# Evesham
Evesham är en stad och civil parish i grevskapet Worcestershire i England. Staden ligger i distriktet Wychavon, cirka 22 kilometer sydost om Worcester och cirka 20 kilometer sydväst om Stratford-upon-Avon. Tätorten (built-up area) hade 23 576 invånare vid folkräkningen år 2011.